# Eriopyga poasina
Eriopyga poasina là một loài bướm đêm trong họ Noctuidae.